# Vriesea morreniana
Vriesea morreniana är en gräsväxtart som beskrevs av Charles Jacques Édouard Morren. Vriesea morreniana ingår i släktet Vriesea och familjen Bromeliaceae. Inga underarter finns listade i Catalogue of Life.